# Nor Farhan Muhammad
Muhammad Nor Farhan bin Muhammad (Terengganu, 19 dicembre 1984) è un calciatore malese, centrocampista del Kelantan.

## Caratteristiche tecniche
Trequartista, può giocare anche come ala destra o ala sinistra.

## Carriera

### Club
Comincia a giocare al Terengganu. Nel 2009 passa al Kelantan. Nel 2011 viene acquistato dal PBDKT T-Team. Nel 2012 torna al Kelantan. Nel 2014 si trasferisce al Terengganu. Nel 2015 si accasa al Kelantan.

### Nazionale
Ha debuttato in Nazionale il 31 maggio 2006, nell'amichevole Singapore-Malesia (0-0, 5-4 dopo i calci di rigore). Ha partecipato, con la Nazionale, alla Coppa d'Asia 2007. Ha collezionato in totale, con la maglia della Nazionale, 14 presenze.